# Runeberg torta

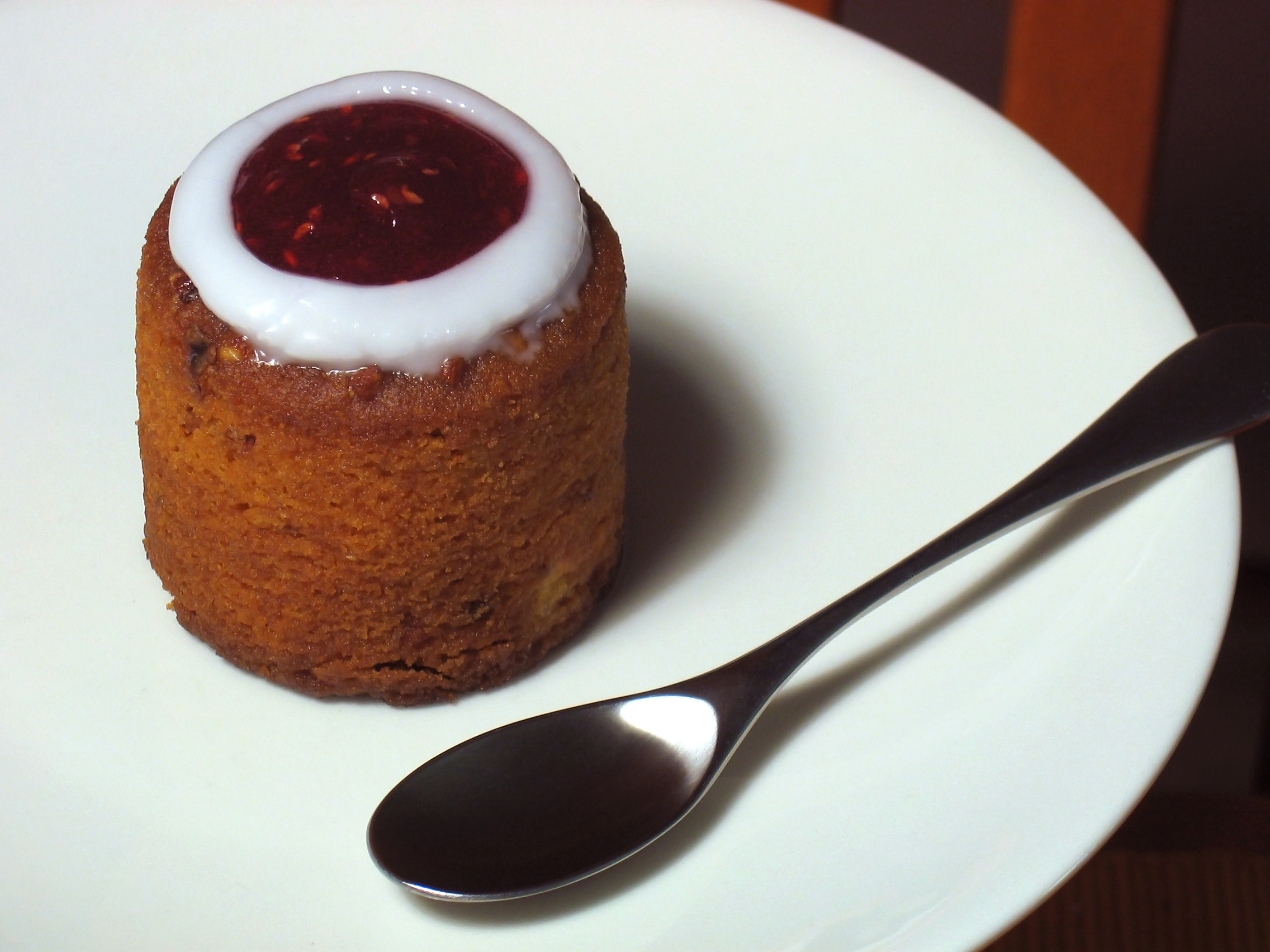
Runeberg torta a Fazer Cukrászdából

A Runeberg torta (finn nyelven: runebergintorttu, svédül: runebergstårta) egy közkedvelt finn sütemény. Sajátos ízvilágát a tésztájában található mandula és amarettólikőr adja, míg szemet gyönyörködtető megjelenését a tetejére kerülő málnadzsem és cukorgyűrű biztosítja.
Nevét Johan Ludvig Runebergről (1804. február 5., Jakobstad – 1877 május 6., Porvoo), a finn nemzeti költőről kapta, aki a legenda szerint annyira rajongott a kis tortácskákért, hogy minden reggel azokat fogyasztotta.
A süteményt főleg január elejétől február 5-ig, a költő születésnapjáig fogyasztják a finnek nagy mennyiségben, de a nagyobb cukrászdákban egész évben kapható.

## Származása
A torta receptjére Fredrika Runebergnek, a költő feleségének 1850-es években írt receptkönyvében bukkantak rá. Később azonban bebizonyosodott, hogy egy porvoói cukrászmester, Lars Astenius már korábban készített hasonló tortácskákat. A 2009-ben, Culinary Porvoo címen kiadott, helyi specialitásokat tartalmazó szakácskönyvben hivatalosan mindkettőjüket megjelölik forrásként. Frederika receptkönyvét ma a Porvoói Múzeumban őrzik.

## Recept
A Runeberg torta nagyon népszerű sütemény, nem csak Finnországban, hanem Skandinávia többi országában is, így több különböző recept is létezik az elkészítésére. Az alábbiakban a Porvoóban eredetiként jegyzett recept olvasható.
A Runeberg tortákat 90 ml űrtartalmú, kifejezetten erre a célra gyártott henger alakú sütőformákban készítik. Kávé vagy tea mellé fogyasztják.

### Hozzávalók
Tészta
- 1 tojás
- 25 ml kristálycukor
- 50 ml barnacukor
- 100 g vaj vagy margarin
- 50 ml tejszín
- 200 ml liszt
- 1 teáskanál sütőpor
- 50 g darált mandula
- 1 teáskanál vaníliás cukor
- 1/2 teáskanál amaretto likőr

Cukorszirup
- 100 ml kristálycukor
- 50 ml víz

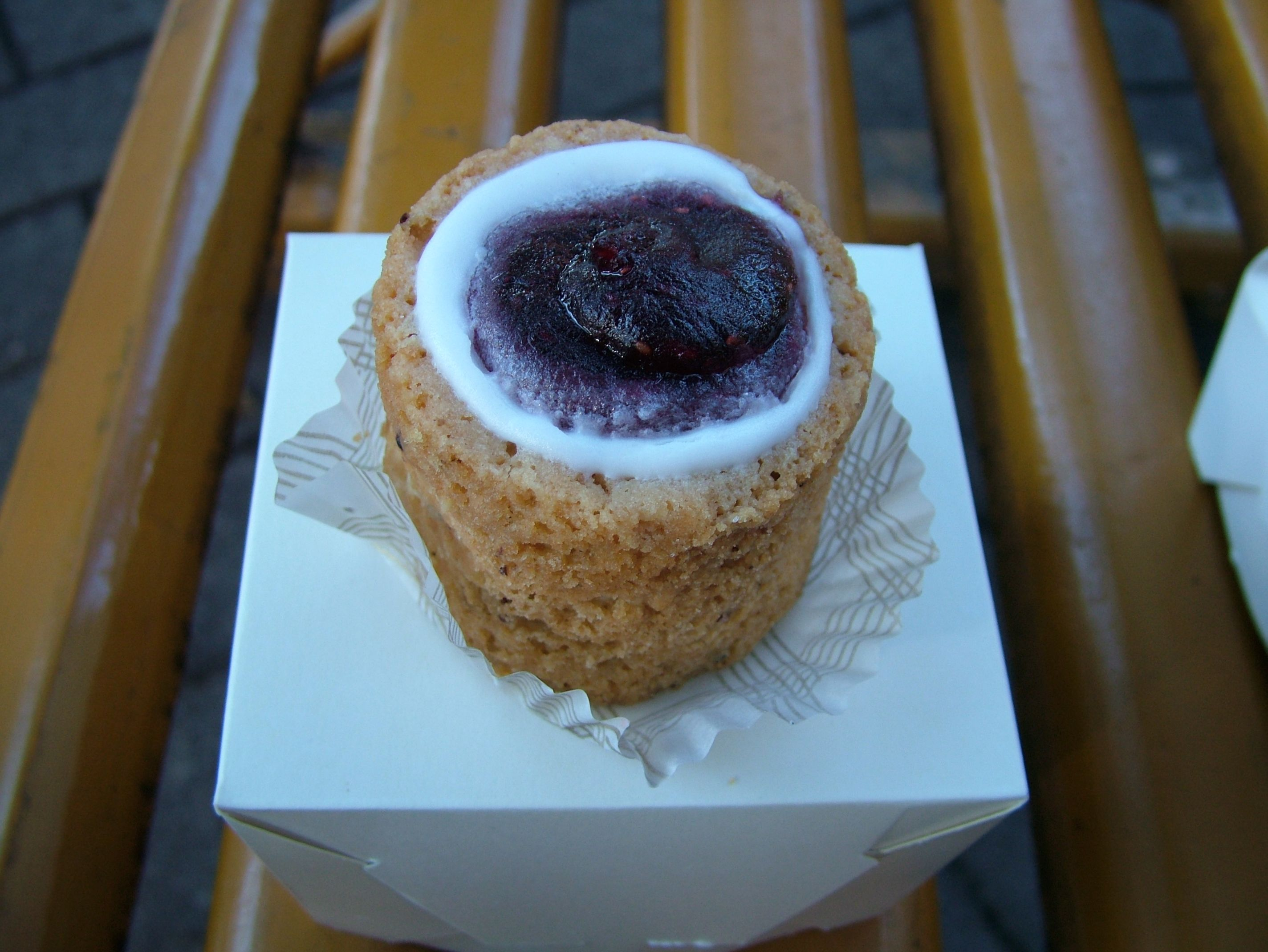
Runeberg torta

- 1-2 evőkanál rum, konyak vagy puncs

Díszítés
- málnadzsem
- kristálycukor
- víz

### Elkészítése
A tojást, a cukrot, a likőrt, a felolvasztott vajat és a felvert tejszínt összekeverjük. A többi hozzávalót is összekeverjük egy külön tálban, majd óvatosan beleforgatjuk a már meglévő masszába. Kivajazunk 8 darab sütőformát amikbe egyenlően elosztjuk a tésztát. 170-200°C-on 15-20 percig sütjük. Ezalatt összeforraljuk a cukorszirup hozzávalóit. Mikor megsültek a tortácskák, rájuk locsoljuk a cukorszirupot és megvárjuk, amig beszívják.
Ha kihűltek, kivesszük őket a sütőformából és a tetejüket málnadzsemmel és körülötte cukormázból rajzolt gyűrűvel díszítjük.